# Under the Greenwood Tree (film 1929)
Under the Greenwood Tree è un film del 1929 diretto da Harry Lachman.

## Produzione
Il film fu prodotto dalla casa di produzione britannica British International Pictures (BIP).

## Distribuzione
Distribuito dalla Wardour Films, il film uscì nelle sale cinematografiche britanniche il 5 settembre 1929. La British International Pictures (America) lo distribuì anche negli Stati Uniti con il titolo The Greenwood Tree in una versione di 60 minuti che uscì l'11 dicembre 1930.